# 北卡兰加斯县
北卡蘭加斯县（西班牙語：Provincia de Nor Carangas），是玻利維亞的县份，位於該國西部，屬於奧魯羅省的一部分，县府設於瓦伊亞馬卡，面積864平方公里，2001年人口5,790，人口密度每平方公里6.7人。